# Yordenis Ugas
Yordenis Ugas (Santiago de Cuba, 1986. július 14.) kubai ökölvívó.

## Amatőr eredményei
- 2003-ban ezüstérmes a kubai bajnokságban pehelysúlyban.
- 2003-ban kadett világbajnok könnyűsúlyban.
- 2004-ben bronzérmes a kubai bajnokságban könnyűsúlyban.
- 2005-ben kubai bajnok könnyűsúlyban.
- 2005-ben világbajnok könnyűsúlyban.
- 2006-ban kubai bajnok könnyűsúlyban.
- 2007-ben kubai bajnok könnyűsúlyban.
- 2007-ben aranyérmes a pánamerikai játékokon könnyűsúlyban.
- 2008-ban bronzérmes az olimpián könnyűsúlyban. A nyolcaddöntőben az olasz Domenico Valentinót, az negyeddöntőben a román Georgian Popescut győzte le, majd az elődöntőben a francia Daouda Sowtól kapott ki.